# Predsedstvo Jugoslavije
Tudi Zvezno predsedstvo Socialistične federativne republike Jugoslavije. Ustanova Predsedstva SFRJ je ustanovljena po Titovi smrti leta 1980. Predsedstvo SFRJ je sestavljalo 8 delegatov, 6 so jih samostojno volile republiške skupščine, 2 pa pokrajinski skupščini. V kriznem obdobju v zadnjih letih obstoja SFRJ je večkrat zasedalo t. i. razširjeno Predsedstvo SFRJ. Predsednik ZKJ je sem spadal po funkciji, poleg njega pa še Predsednik Zveznega izvršnega sveta, obrambni minister oz. njegov namestnik in še nekateri. Do razpada socialistične Jugoslavije leta 1991 so se zvrstili naslednji Predsedniki Predsedstva SFRJ:
| Federalna enota | Ime in priimek     | Začetek mandata | Konec mandata |
| --------------- | ------------------ | --------------- | ------------- |
| SR Makedonija   | Lazar Koliševski   | 4. maj 1980.    | 15. maj 1980. |
| SR BiH          | Cvijetin Mijatović | 15. maj 1980.   | 15. maj 1981. |
| SR Slovenija    | Sergej Kraigher    | 15. maj 1981.   | 15. maj 1982. |
| SR Srbija       | Petar Stambolić    | 15. maj 1982.   | 15. maj 1983. |
| SR Hrvatska     | Mika Špiljak       | 15. maj 1983.   | 15. maj 1984. |
| SR Črna Gora    | Veselin Đuranović  | 15. maj 1984.   | 15. maj 1985. |
| SAP Vojvodina   | Radovan Vlajković  | 15. maj 1985.   | 15. maj 1986. |
| SAP Kosovo      | Sinan Hasani       | 15. maj 1986.   | 15. maj 1987. |
| SR Makedonija   | Lazar Mojsov       | 15. maj 1987.   | 15. maj 1988. |
| SR BiH          | Raif Dizdarević    | 15. maj 1988.   | 15. maj 1989. |
| SR Slovenija    | Janez Drnovšek     | 15. maj 1989.   | 15. maj 1990. |
| SR Srbija       | Borisav Jović      | 15. maj 1990.   | 15. maj 1991. |
| R. Hrvatska     | Stjepan Mesić      | junij 1991.     | oktober 1991. |